# Илорай
Илора̀й (на италиански и на сардински: Illorai) е село и община в Южна Италия, провинция Сасари, автономен регион и остров Сардиния. Разположено е на 503 m надморска височина. Населението на общината е 918 души (към 2010 г.).